# Collier's Encyclopedia

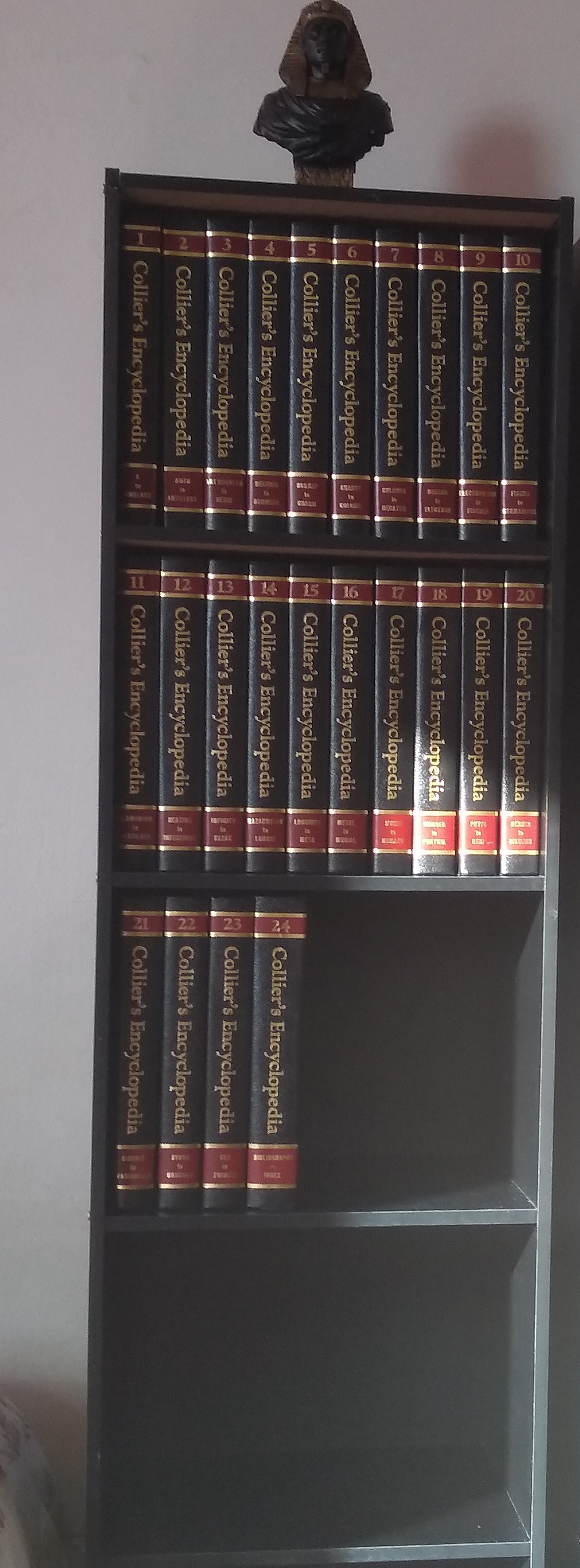

A Collier's Encyclopedia, cujo nome completo é Collier's Encyclopediawith Bibliography and Index, é uma enciclopédia geral estadunidense. Foi primeiramente publicada em 20 volumes, entre 1950 e 1951 e, em 1962, foi expandida para 24 volumes.
Foi considerada uma das três maiores enciclopédias gerais contemporâneas impressas em língua inglesa, junto com a Encyclopedia Americana e a Encyclopædia Britannica, e que ficaram conhecidas como "as ABCs".
A edição de 1997 tem 23 mil entradas, com poucas entradas curtas, e alto percentual de ilustrações a cores. As bibliografias estão no último volume, que também contém as 450 mil entradas do índice. Em 1998, a Microsoft adquiriu os dreitos autorais da versão eletrônica da Collier e a incorporou em sua enciclopédia eletrônica Encarta.
A editora Atlas Editions detém os direitos de publicação da enciclopédia em forma de livro, embora, desde então, a Collier tenha cessado de ser impressa.